# Ferme de la Grange
La ferme de la Grange est une ferme située en France sur la commune de Murat, en région Auvergne-Rhône-Alpes.

## Localisation
La ferme se situe 41 rue du Faubourg-Notre-Dame à Murat.

## Historique
La ferme a été construite en 1808.

### Protection
La ferme est inscrite au titre des monuments historiques par arrêté du 7 octobre 1991.

## Description
La ferme comprend une maison-bloc prolongée par une grange-étable et une tour logis carrée au sud. L'étable, au rez-de-chaussée, est accessible par deux portes au sud et peut accueillir 80 bêtes. La grange, à l'étage, se trouve au niveau supérieur et est accessible par une porte à montoir. L'étable conserve son sol en cailloutis et ses mangeoires à râteliers.